# Bubry
Bubry (Bubri trong tiếng Bretagne) là một xã ở tỉnh Morbihan trong vùng Bretagne tây bắc Pháp. Xã này có diện tích 69,09 km², dân số năm 1999 là 2358 người. Khu vực này có độ cao từ 40-177 mét trên mực nước biển.
Cư dân của Bubry danh xưng trong tiếng Pháp là Bubryates.
Bubry kết nghĩa với Macroom ở Cộng hòa Ireland.